# Myślewicki-Palast

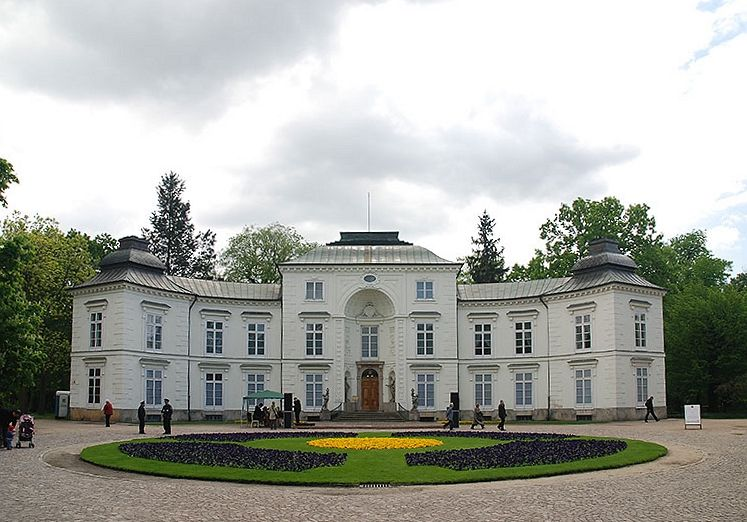
Frontfassade des Palastes von der Ulica Agrykola aus gesehen

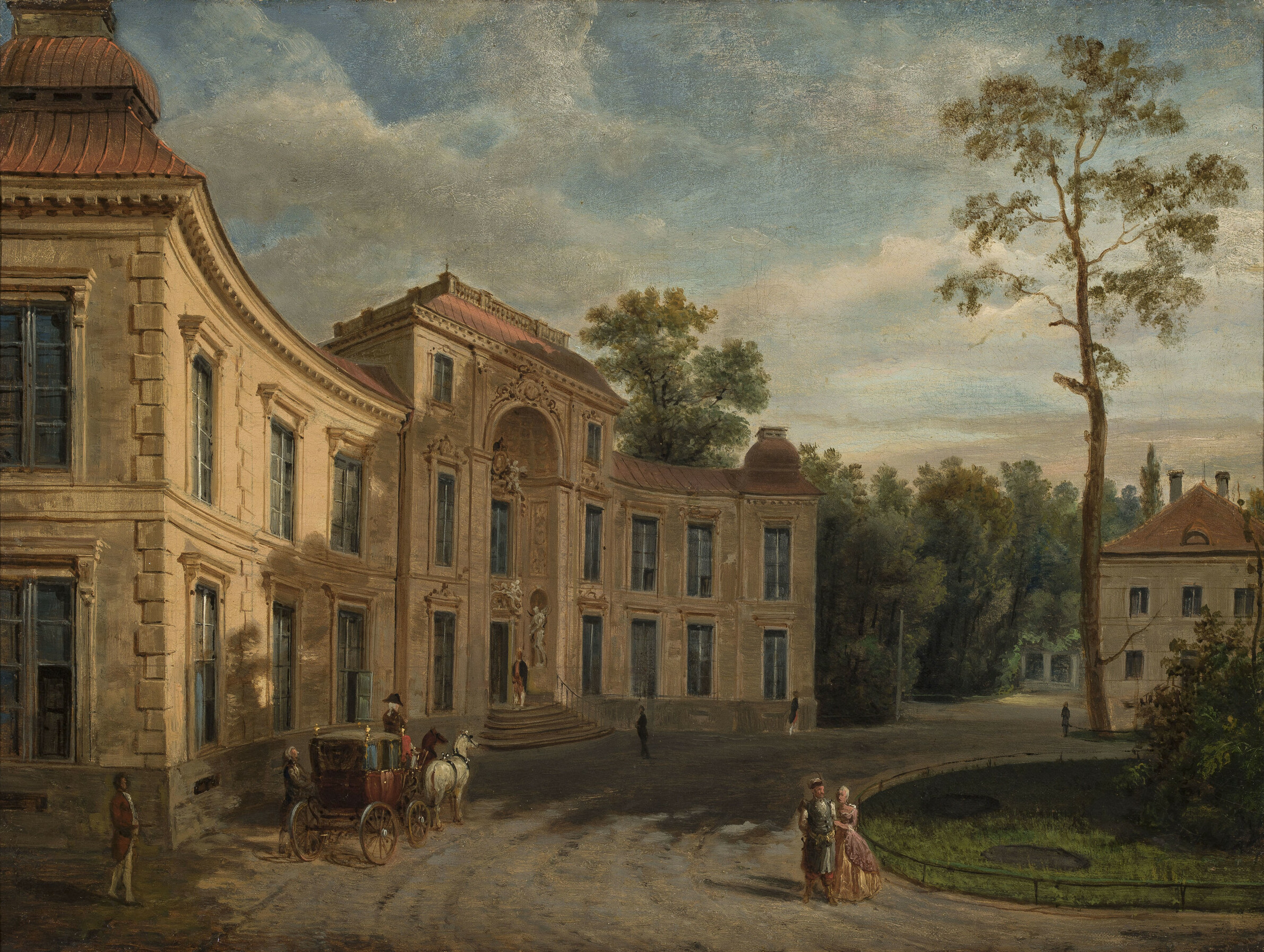
Der Palast im 19. Jahrhundert auf einem Gemälde von Marcin Zaleski (Titel: Pałac Myślewicki w Łazienkach). Rechts im Bild ist ein Teil der Großen Offizine erkennbar

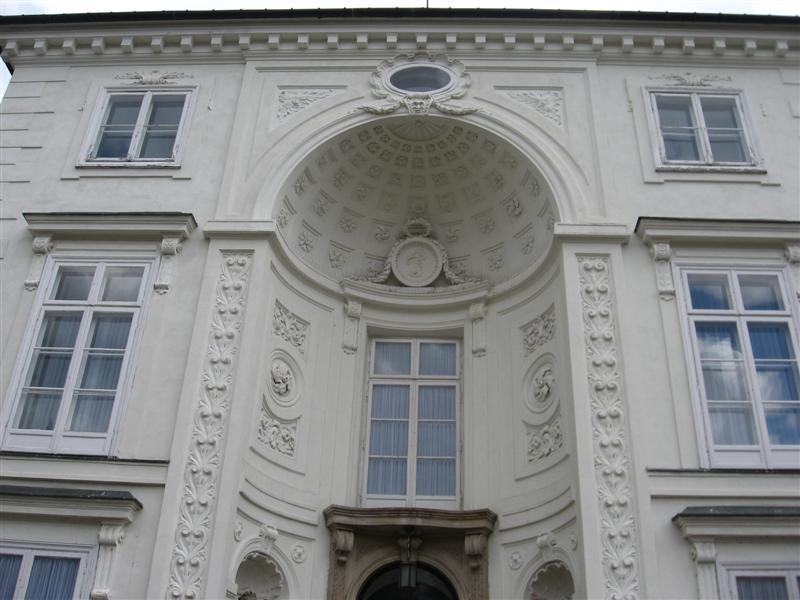
Die hohe Eingangsnische mit ornamentalen Verzierungen. In der Halbkuppel befindet sich eine runde Kartusche mit den Initialen von Józef Poniatowski.

Der frühklassizistische Myślewicki-Palast (poln. Pałac Myślewicki) in Warschau befindet sich im Łazienki-Park und stammt aus dem 18. Jahrhundert. Der kleine, architektonisch interessante Palast beherbergte als Gästehaus polnischer Regierungen bedeutende Politiker.
Der Palast befindet sich am Ende der außerhalb des Parks verlaufenden Zubringerstraße Ulica Myślewiecka, die an der Ulica Agrykola (heute als Fußgängerzone) in den Park einmündet. Rund 150 Meter westlich liegt der Łazienki-Palast. Vor dem Myślewicki-Palast befindet sich ein kleiner Kreisverkehr, an dessen südlicher Seite die von Tylman van Gameren geschaffene Große Offizine, die auch als Fähnrichsschule (poln. Podchorążówka) bekannt ist, liegt. Rund 200 Meter in südlicher Richtung hinter dem Palast liegen im Łazienki-Park die Gebäude des heutigen Jagd- und Reitereimuseums.

## Geschichte
Der Name des Palastes bezieht sich auf das hier einstmals nahegelegene Dorf Myślewice. Das Gebäude wurde für Stanislaus II. August Poniatowski errichtet; es war eines der ersten Bauobjekte in dessen Łazienki-Park. Der königliche Baumeister Dominik Merlini schuf den Palast in den Jahren von 1775 bis 1778 in drei Bauabschnitten. Zunächst wurde das Kerngebäude auf einem rechteckigen Grundriss errichtet. Später entstanden seitliche Pavillons, die schließlich mit dem Hauptgebäude verbunden wurden.
Obwohl ursprünglich auch als Wohnraum für höhere Beamte des Königshofes vorgesehen, wurde der Palast bereits um 1779 vom Neffen des Königs, Józef Antoni Poniatowski, übernommen. Ab dem 19. Jahrhundert diente das Gebäude dann den jeweiligen polnischen Regierungen als Gästehaus. So wohnte hier Napoleon Bonaparte. Später nahmen hier Generale von in Warschau stationierten russischen Einheiten Quartier. In der Zeit zwischen den Weltkriegen lebten im Palast General Bolesław Wieniawa-Długoszowski und der Staatsmann Eugeniusz Kwiatkowski. Im Zweiten Weltkrieg wurde der Palast als einer der wenigen solcher Objekte in Warschau nicht zerstört.
Zur Zeit der Volksrepublik Polen wurden im Gebäude offizielle Besucher aus dem Ausland untergebracht. Zu ihnen gehörten Indira Gandhi und Richard Nixon. Am 15. September 1958 fand im Palast das historisch bedeutende erste Treffen zwischen Botschaftern der USA und der Volksrepublik China statt. Weitere solcher Treffen wurden hier bis 1972 abgehalten. Seit 1980 gehört er zum Palast- und Parkensemble des Königlichen Łazienki-Park-Museums.

## Architektur
Das Gebäude folgt dem Grundriss eines weiten Hufeisens. Es besteht aus einem dreigeschossigen Zentralbau mit einer hohen, dominierenden Eingangsnische (die durch alle Geschosse verläuft), zwei viertelkreisförmigen Rundflügeln, die in – ebenfalls rechteckigen – Pavillons auslaufen. Das Dach hat Anklänge an chinesische Konstruktionen. Bei der Gestaltung der Fassaden wurden Elemente des Rokoko mit dem Stil des Frühklassizismus verbunden. In Nischen am Eingang befinden sich zwei von Jakub Monaldi geschaffene Skulpturen der Flora und des Zephyr. In der Halbkuppel der hohen Eingangsnische sind die Initialen Jozef Poniatowskis in einer Rundkartusche enthalten.
Im Inneren des Palastes ist die Originalausstattung weitgehend erhalten geblieben. Dazu gehören Gemälde von Jan Bogumił Plersch und Antoni Gerżabka, Ornamente und Stuckaturen. Sehenswert sind vor allem der Esssaal mit Ansichten von Rom und Venedig sowie ein altes Badezimmer.